# Zoophthorus macrops
Zoophthorus macrops är en stekelart som beskrevs av Bordera och Horstmann 1995. Zoophthorus macrops ingår i släktet Zoophthorus och familjen brokparasitsteklar. Inga underarter finns listade i Catalogue of Life.